# Бланш, Жак-Эмиль
Жак-Эмиль Бланш (фр. Jacques-Émile Blanche; 1 февраля 1861, Париж — 30 сентября 1942, Офранвиль, Франция) — французский художник и писатель.

## Биография и творчество
Жак-Эмиль Бланш был сыном известного психиатра Эмиля Антуана Бланша. Клиника и квартира отца художника располагались в «Отеле Ламбаль», особняке, некогда принадлежавшем принцессе де Ламбаль. Этот дом всегда хранил атмосферу элегантности и изысканности XVIII-го века и оказал влияние на его вкусы и на его работу. За исключением нескольких уроков с Анри Жерве и Фернаном Умбером, Бланш не получил официального образования и может рассматриваться как художник-самоучка. В начале карьеры его поддерживали художники Фантен-Латур и Мане. Жак-Эмиль Бланш был популярным живописцем в артистических, интеллектуальных и обеспеченных кругах в конце XIX-го столетия. Его полотна, написанные в прекрасную эпоху и в бурные двадцатые, являются быстрым и лестным отражением окружающего мира. Несмотря на то, что многие его работы написаны в блестящей технике, некоторым произведениям не хватает оригинальности. Мягкие мазки и приглушённая цветовая гамма его портретов напоминает Эдуара Мане и английских художников XVIII-го века, особенно Томаса Гейнсборо.

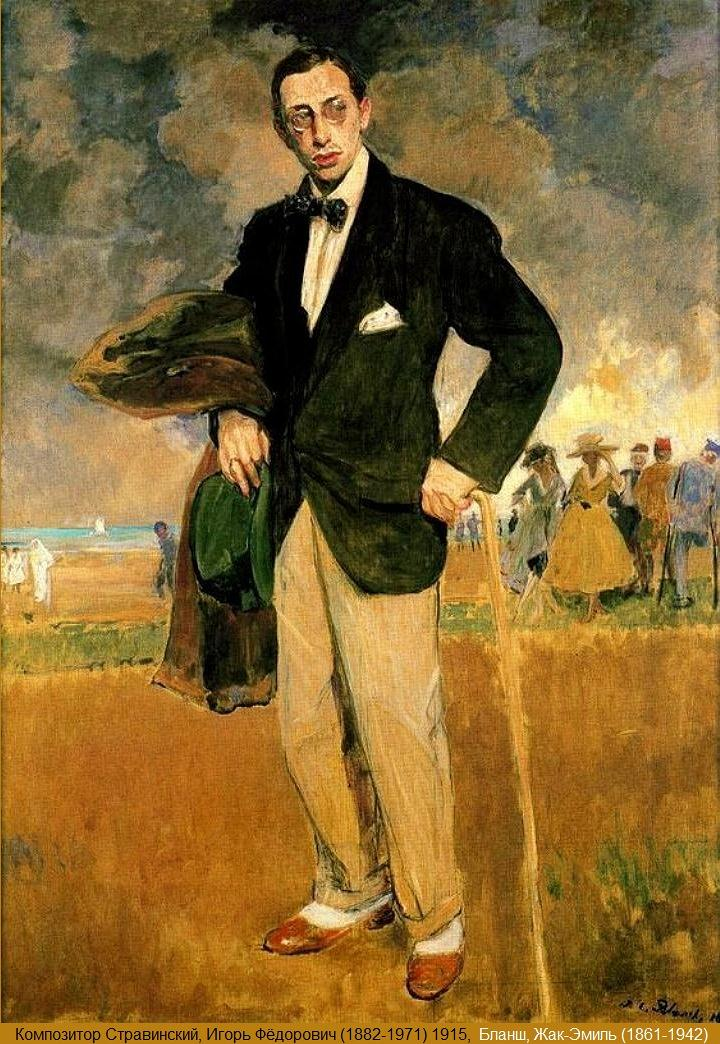
Жак-Эмиль Бланш. «Портрет Игоря Стравинского». 1915 год

Бланш испытывал сильное влияние современников: Джеймса Тиссо и Джона Сингера Сарджента. Наиболее удавшимися из его работ являются небольшие этюды, например «Голова молодой девушки». В 1880—1890 годах художник написал несколько пастелей высокого качества, о чём свидетельствует портрет поэта Жоржа де Порто-Риш. Ярким примером творчества Бланша являются портреты его отца, поэта Пьера Луиса, художника Фрица Таулова и его детей, Обри Бердслея и Иветты Гильбер. Бланш также оставил портреты Марселя Пруста, Малларме, Андре Жида, Макса Жакоба, Чарльза Кондера, Джеймса Джойса, Вирджинии Вулф, Анны де Ноай, Игоря Стравинского, Вацлава Нижинского и многих других.
Жак-Эмиль Бланш выставлялся в Салоне с 1882 по 1889 и в Национальном обществе изящных искусств с 1890 года. С большим успехом Бланш посещал Лондон каждый год с 1884. Его британскими покровительницами были миссис Сакстон Нобл и Вайолет Маннерс, герцогиня Ратленд. Хотя он и рассорился со своим покровителем Робером, графом де Монтескью, в 1889 году, он оставался частью социальной и культурной жизни Парижа. Жак-Эмиль Бланш посещал салон Женевьевы Алеви и был знаком со знаменитыми музыкантами, писателями и художникам того времени: Дебюсси, Стравинским, Прустом, Жидом, Мориаком, Дега и Ренуаром. Он был также другом сюрреалистов и дада, среди которых Жак Риго, Рене Кревель и Жан Кокто. Он был избран членом Академии изящных искусств в 1935 году.
Бланш был также художественным критиком, он опубликовал работы «О художниках» («Propos de peintres») в 1919—1928 годах, «От Давида до Дега» («De David à Degas») в 1919 году с предисловием Марселя Пруста, «Записные книжки художника» («Cahiers d’un artiste») в 1920 и «Искусство» («Les Arts plastiques») в 1931. Бланш также написал предисловие к новелле Обри Бердслея «Под холмом» («Under the Hill»).

## Галерея

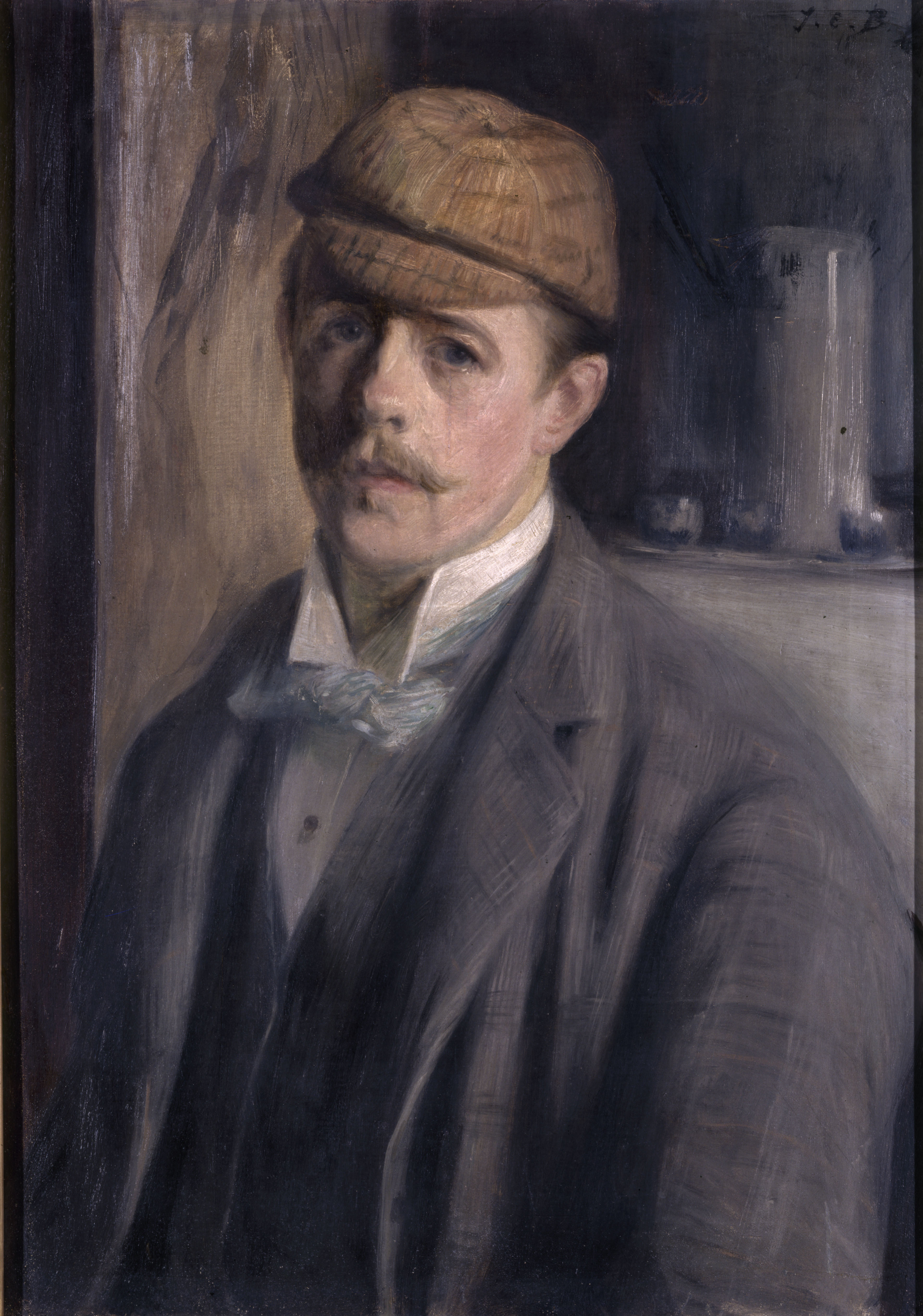
Автопортрет, 1890 г.
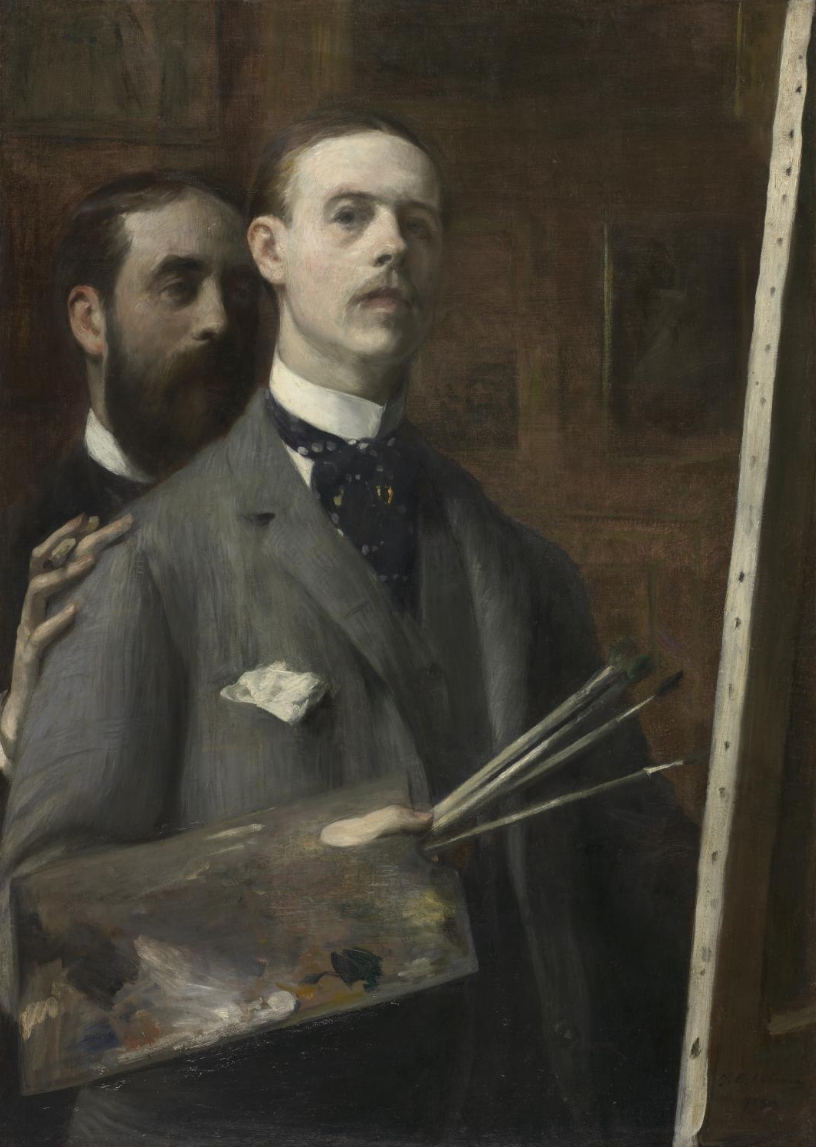
Автопортрет с Рафаэлем де Очоа, 1890, Художественный музей Кливленда
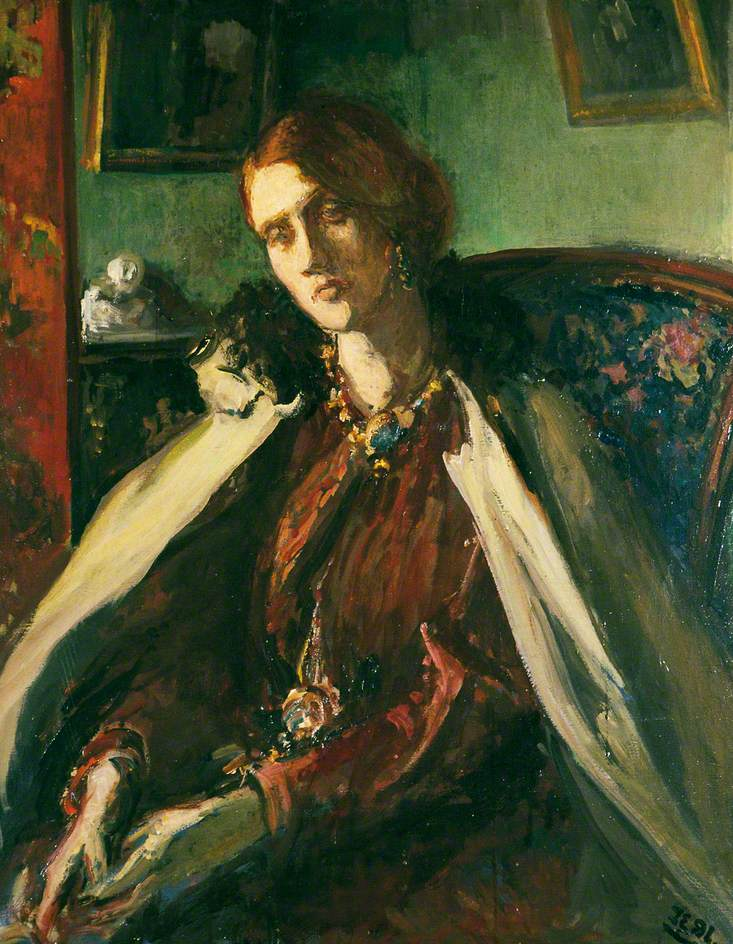
Портрет Джулии Стивен
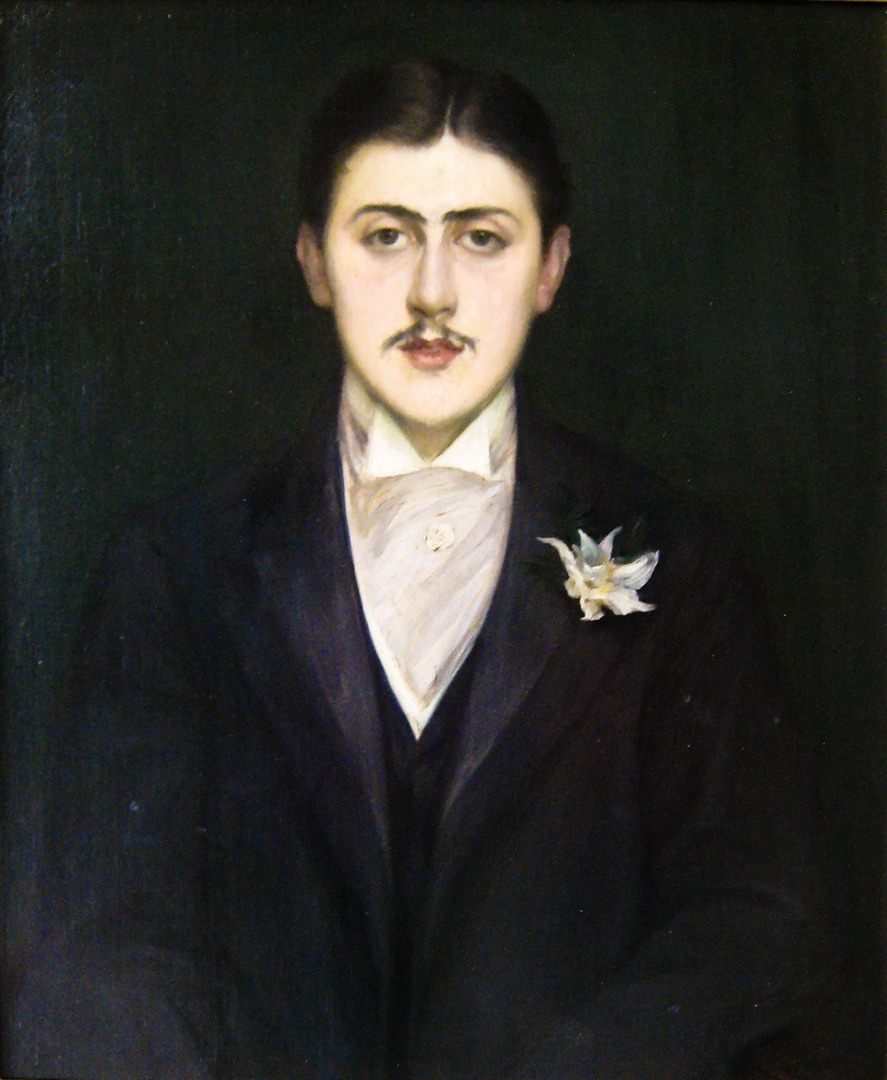
Марсель Пруст в возрасте 21 года
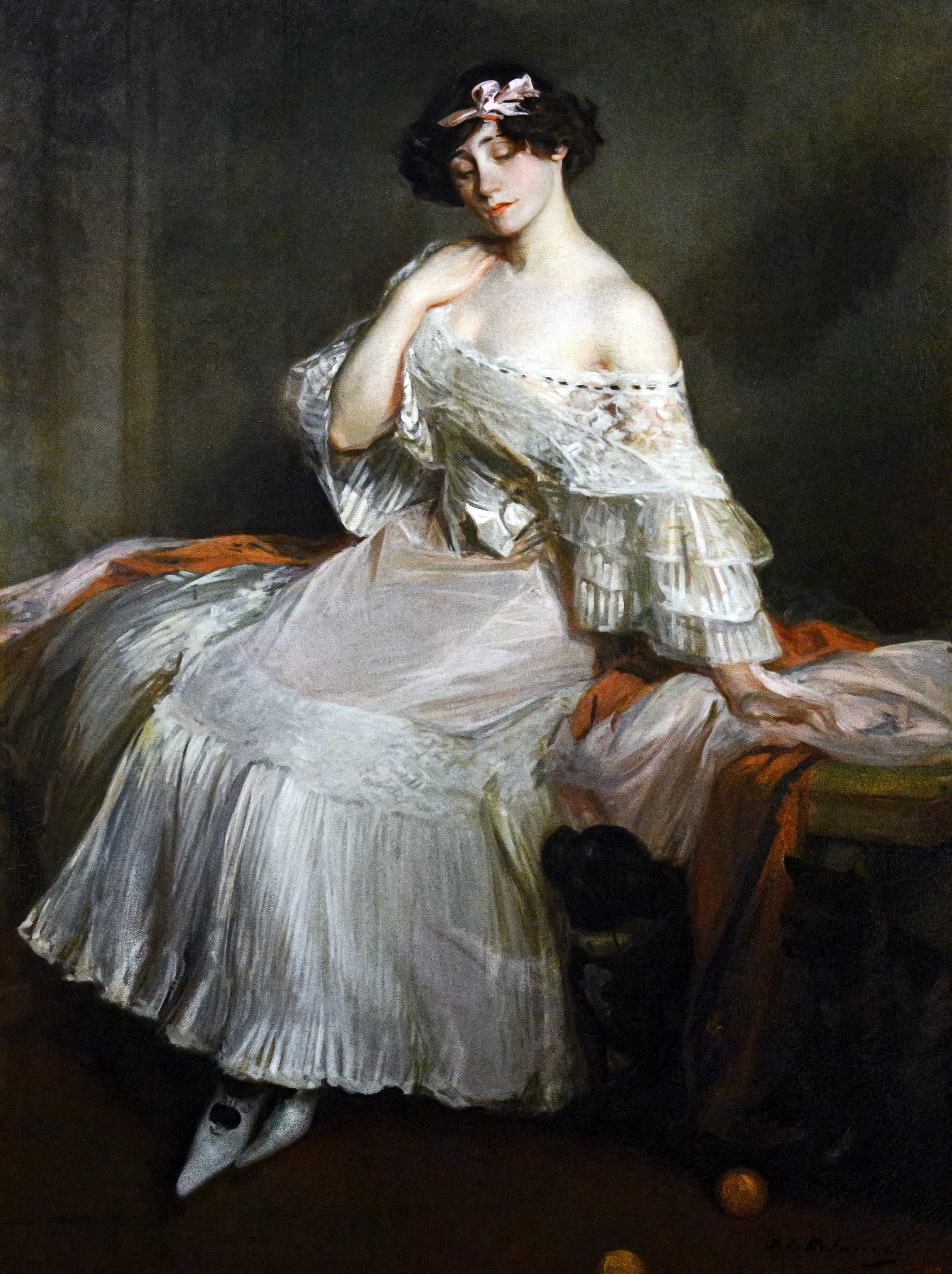
Портрет Колетт — Национальный музей искусств Каталонии